# Oblastní rada Gan Rave
Oblastní rada Gan Rave (hebrejsky מועצה אזורית גן רווה, Mo'aca ezorit Gan Rave, doslova Oblastní rada Zavlažovaná zahrada) je oblastní rada v Centrálním distriktu v Izraeli.
Rozkládá se na jižním okraji aglomerace Tel Avivu, v hustě osídlené a zemědělsky intenzivně využívané pobřežní nížině. Prostor oblastní rady je zhruba vymezen městy Rišon le-Cijon, Nes Cijona, Rechovot a Javne. Ta ovšem pod jurisdikci rady nespadají.

## Dějiny
Novověké židovské osídlení v této oblasti začalo vznikat už během britského mandátu. Během války za nezávislost v roce 1948 zdejší region dobyly izraelské síly a zároveň jej zcela opustila arabská populace. Na přelomu 40. a 50. let 20. století zde pak proběhla další osidlovací vlna, během které se tu dotvořila sídelní síť židovských zemědělských vesnic. Oblastní rada Gan Rave vznikla roku 1952. V průběhu 2. poloviny 20. století se na podobě zdejší krajiny začala projevovat územní expanze aglomerace Tel Avivu.
Jméno oblastní rady je inspirováno citátem z biblické Knihy Izajáš 58,11 - „Hospodin tě povede neustále, bude tě sytit i v krajinách vyprahlých, zdatnost dodá tvým kostem; budeš jako zahrada zavlažovaná, jako vodní zřídlo, jemuž se vody neztrácejí“
Úřady Oblastní rady Emek Lod sídlí v komplexu poblíž vesnice Bejt Oved. Starostou rady je שלמה אלימלך - Šlomo Elimelech. Oblastní rada má velké pravomoci zejména v provozování škol, územním plánování a stavebním řízení nebo v ekologických otázkách.

## Seznam sídel
Oblastní rada Gan Rave sdružuje celkem 8 sídel. Z toho je jeden kibuc, šest mošavů a jedna další vesnice.
| kibuc - Palmachim | mošavy - Bejt Chanan - Bejt Oved - Ge'alja - Gan Sorek - Kfar ha-Nagid - Neta'jim | společná osada - Irus ostatní sídla - Ajanot |

## Demografie
K 31. prosinci 2014 žilo v Oblastní radě Gan Rave 5500 obyvatel. Z celkové populace bylo 5400 Židů. Včetně statistické kategorie "ostatní" tedy nearabští obyvatelé židovského původu, ale bez formální příslušnosti k židovskému náboženství jich bylo 5500. Obyvatelstvo je tedy téměř zcela židovské.
| Rok            | 1961  | 1972  | 1983  | 1995  | 2006  | 2008  | 2009  | 2010  | 2011  | 2012  | 2013  | 2014  |
| -------------- | ----- | ----- | ----- | ----- | ----- | ----- | ----- | ----- | ----- | ----- | ----- | ----- |
| Počet obyvatel | 2 000 | 1 900 | 2 600 | 3 700 | 5 000 | 4 800 | 5 100 | 5 200 | 5 200 | 5 300 | 5 300 | 5 500 |